# Predictable (Good Charlotte)
Predictable è un singolo dei Good Charlotte, pubblicato il 17 settembre 2004 ed estratto dall'album The Chronicles of Life and Death.

## Video musicale
Il video è stato diretto da Smith N' Borin (al successo di The Anthem e Girls & Boys).

## Tracce
1. Predictable – 3:11